# Cupaniopsis samoensis
Cupaniopsis samoensis är en kinesträdsväxtart som beskrevs av Erling Christophersen. Cupaniopsis samoensis ingår i släktet Cupaniopsis och familjen kinesträdsväxter. Inga underarter finns listade i Catalogue of Life.